# Harm (Schwanstetten)

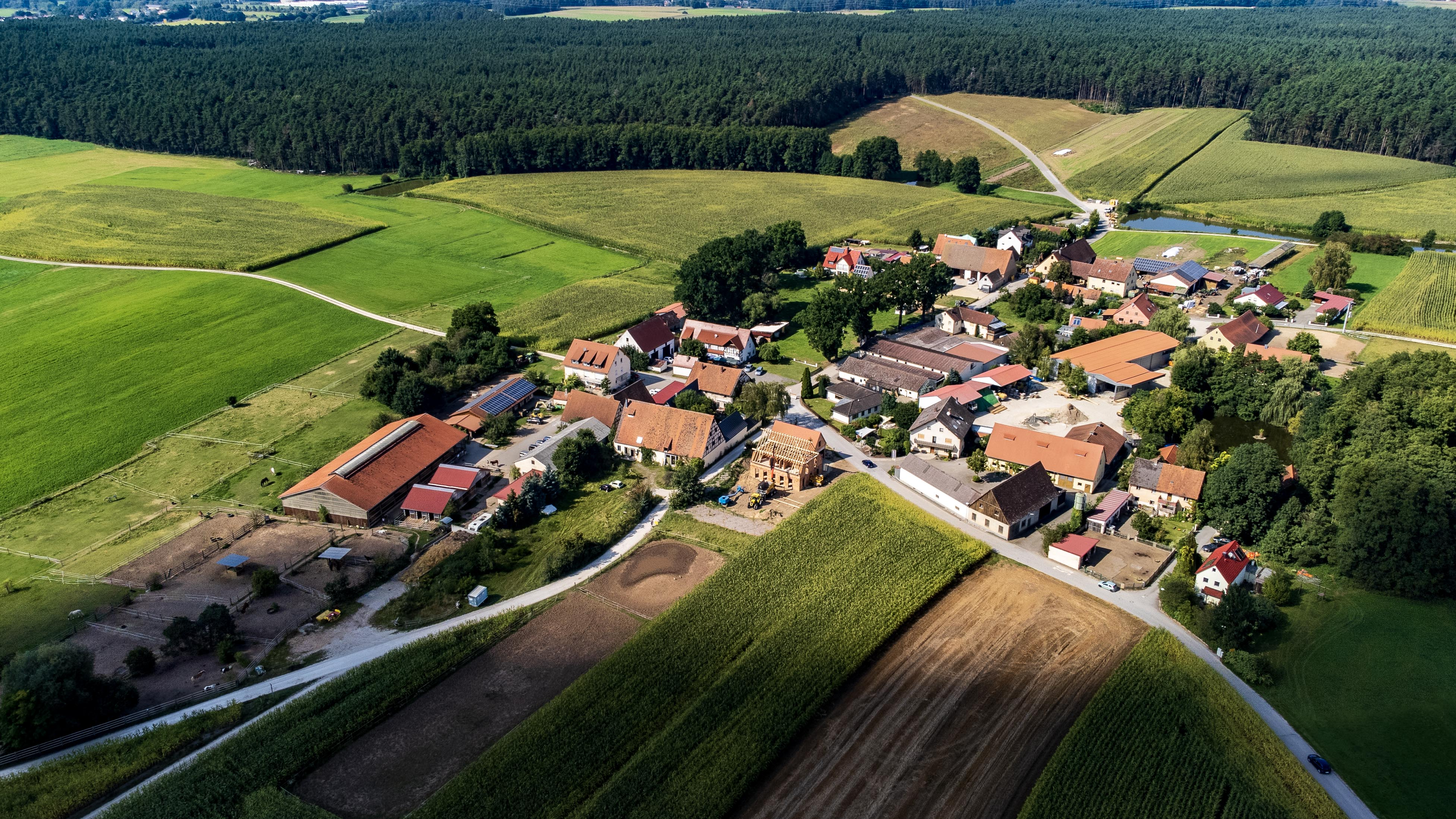
Luftbildaufnahme aus südlicher Richtung

Harm (fränkisch: Hoam) ist ein Gemeindeteil des Marktes Schwanstetten im Landkreis Roth (Mittelfranken, Bayern). Harm liegt in der Gemarkung Leerstetten.

## Lage
Das Dorf Harm ist größtenteils von Waldgebieten umgeben. Der Hirtengraben durchfließt den Ort und vereinigt sich westlich mit dem Entenbach, der nach circa einem Kilometer in einem Düker den Main-Donau-Kanal unterquert und nach weiteren 500 Metern in die Rednitz mündet. Eine Gemeindeverbindungsstraße führt zur Kreisstraße RH 2 (1 km nördlich) bzw. nach Schwand zur Kreisstraße RH 1 (1,5 km südöstlich). Ein Wirtschaftsweg führt nach Mittelhembach (1,3 km südlich).

## Geschichte
Harm wurde vermutlich im 11. Jahrhundert als Rodungssiedlung gegründet. Urkundlich erstmals erwähnt wurde der Ort im Jahre 1345 als „Hoernbeu“. Der Ortsname bedeutet Beim Sumpf. Die ursprünglichen fünf Höfe gehörten 1504 alle zu Nürnberg. Im Jahre 1530 erfolgte ein Teilverkauf an die Markgrafen von Ansbach. 1623 bestand der Ort aus sieben Anwesen, die allerdings 1632 im Dreißigjährigen Krieg der Brandschatzung anheimfielen. Österreichische Exulanten siedelten sich um 1660 im Ort an und bauten ihn wieder auf.
Gegen Ende des 18. Jahrhunderts bestand Harm aus 7 Anwesen und einem Gemeindehirtenhaus. Das Hochgericht sowie die Dorf- und Gemeindeherrschaft übte das brandenburg-ansbachische Richteramt Schwand aus. Grundherren waren das Richteramt Schwand (3 Dreiviertelhöfe) und der Nürnberger Eigenherr von Löffelholz (2 Dreiviertelhöfe, 2 Halbhöfe).
Von 1797 bis 1808 unterstand Harm dem Justiz- und Kammeramt Schwabach. 1806 kam der Ort an das Königreich Bayern. Im Rahmen des Gemeindeedikts wurde 1808 Harm dem Steuerdistrikt Leerstetten und der 1818 gebildeten Ruralgemeinde Leerstetten zugeordnet. Im Zuge der Gebietsreform in Bayern, wurde Harm am 1. Mai 1978 nach Schwanstetten eingemeindet.

### Einwohnerentwicklung
| Jahr      | 001783 | 001818 | 001840 | 001861 | 001871 | 001885 | 001900 | 001925 | 001950 | 001961 | 001970 | 001987 | 002013 |
| Einwohner | 40     | 53     | 58     | 59     | 61     | 57     | 49     | 54     | 70     | 59     | 43     | 45     | 122    |
| Häuser    | 8      | 10     | 15     |        |        | 9      | 9      | 9      | 10     | 11     |        | 15     |        |
| Quelle    | [ 12 ] | [ 13 ] | [ 14 ] | [ 15 ] | [ 16 ] | [ 17 ] | [ 18 ] | [ 19 ] | [ 20 ] | [ 21 ] | [ 22 ] | [ 23 ] |        |

## Religion
Harm ist seit der Reformation evangelisch-lutherisch geprägt und bis heute nach St. Johannes der Täufer (Schwand bei Nürnberg) gepfarrt. Die Katholiken sind nach Heilig Kreuz (Plöckendorf) gepfarrt.

## Heute
In Harm wird ein kleiner Reiterhof mit zwei Gestüten, Kutscherei und eigenem Café, ein Hühnerhof zur Eiererzeugung, eine Schreinerei, ein Gasthof sowie weitere vielfältige Land- und Forstwirtschaft betrieben. Erwähnenswert ist der Fischereiverein, der um Harm herum in einem Dutzend künstlich angelegter Weiher auf einer Gesamtfläche von über 2,7 Hektar intensive Forellen- und Karpfenzucht betreibt.
Die Gegend ist aufgrund ihrer relativ abgeschiedenen landschaftlichen Lage inmitten von Wäldern und vielfältigen Gewässern bei gleichzeitiger Nähe zum Ballungsraum Nürnberg naherholerisch reizvoll.